# Illiesonemoura battakundi
Illiesonemoura battakundi är en bäcksländeart som först beskrevs av Aubert 1959.  Illiesonemoura battakundi ingår i släktet Illiesonemoura och familjen kryssbäcksländor. Inga underarter finns listade i Catalogue of Life.